# モービー・ラインズ
モービー・ラインズ (Moby Lines S.p.A.) は、イタリアの海運会社。イタリアやフランスの本土と、エルバ島・サルデーニャ島・コルシカ島といった島々の間で、フェリーやクルーズ船を運航している。旧称はNAVARMA社。
この会社の船は、ワーナー・ブラザース社のルーニー・テューンズのキャラクターを外装に用いていることで知られる。

## 沿革

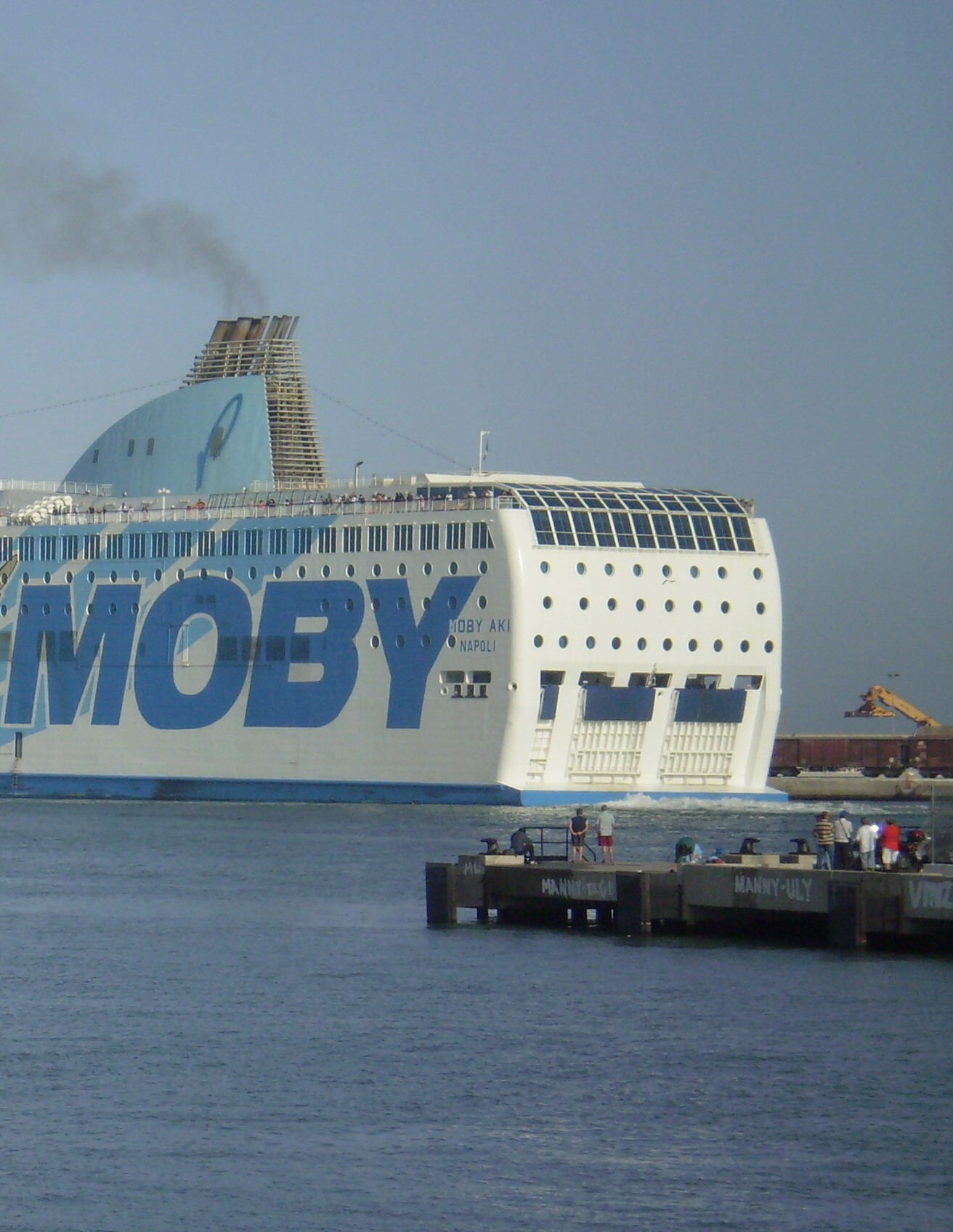
MS Moby Aki（リヴォルノ港、2007年）

1959年、Achille Onorato により、ナポリにおいて Navigazione Arcipelago Maddalenino （略称: NAVARMA）として設立された。NAVARMA社は、デンマークから購入した小さなフェリー「マリア・マッダレーナ」(M/S Maria Maddalena) で、サルデーニャ島とその沿岸のラ・マッダレーナ諸島を結ぶ事業を始めた。
1966年2月、NAVARMA社は2隻目のフェリー「ボニファチオ」(M/S Bonaficio) を購入し、サルデーニャ島とコルシカ島の航路を開設した。会社はゆっくりと拡大し、1967年にはさらに1隻のフェリーを購入。1974年、1981年には新造船を就航させた。運航する船舶が増えるにしたがって、イタリア本土への航路も開設された。
1982年、タウンゼント・ソーレセン社 (Townsend Thoresen) から「フリー・エンタープライズII」(M/S Free Enterprise II) を購入すると、「モービー・ブルー」(M/S Moby Blu ) と改名。のちにこの会社のシンボルとなる「青い鯨」をその船体に描いた。「モービー・ブルー」は、それまでNAVARMA社が所有していた最大の船の2倍以上の大きさであった。1988年までに、さらに4隻のフェリーがNAVARMA社の船団に追加され（すべての船が「モービー」(Moby) を船名の接頭辞とした）、イタリア本土への追加ルートが開かれた。
1991年4月10日、NAVARMA社の所有する「モービー・プリンス」（Moby Prince）がリヴォルノ港でタンカーと衝突して爆発・炎上する事故を起こし、140人の死者を出した (Moby Prince disaster) 。これは、イタリアにおいて第二次世界大戦後最悪の海難事故である。
1990年代初め、NAVARMA社はさらに中古フェリーを購入し、1980年代に購入したフェリーに置き換えた。同時期、正式な社名として「モービー・ラインズ」が採用された。1996年以降、モービー・ラインズ社は、クルーズ船 Moby Wonder、Moby Freedom、Moby Aki をはじめとする、より大型で高速の新造船を投入して、船団は急成長した。
2003年頃、モービー・ラインズ社はワーナー・ブラザース社と契約を結び、大型船の船体外装にルーニー・テューンズのキャラクターをお揃いで描いた。こうしたペイントを施したのは大型船だけであり、より小型の船は、ルーニー・テューンズのキャラクターではない類似のグラフィックや、モービー・ラインズ社のクジラのロゴを描いている。
2006年には、ロイド・サルデーニャ社（Lloyd Sardegna）を買収した。

## 備考
2017年10月のカタルーニャ独立住民投票に際して、これを阻止しようとするスペイン政府は治安警察を増派したが（アヌビス作戦）、この時チャーターされた船の一隻がモービー・ラインズの Moby Dada であった。緊張が高まる中、船の外壁に描かれたトゥイティー（スペイン語では Piolín、カタルーニャ語では Piuet）などのキャラクターの顔を警察が覆っている写真が twitter で注目を集め、ハッシュタグ #FreePiolin がトレンド入りする一幕もあった。

## 参考リンク
- Moby Lines at Simplon Postcards, retrieved 3. 7. 2007

## 関連文献
- Seville, Richard (2009). Mediterranean Ferries. Ramsey, Isle of Man: Ferry Publications. ISBN 9781871947984